# Rolf Mühler
Werner Rolf Mühler (* 14. Februar 1910 in Limbach, Sachsen; † 31. Juli 1967 in Mülheim an der Ruhr) war ein deutscher Mitarbeiter des Sicherheitsdienstes des Reichsführers SS (SD), der während des Zweiten Weltkrieges als Kommandeur der Sicherheitspolizei und des SD in Marseille eingesetzt war und nach Kriegsende in Frankreich als Kriegsverbrecher verurteilt wurde.

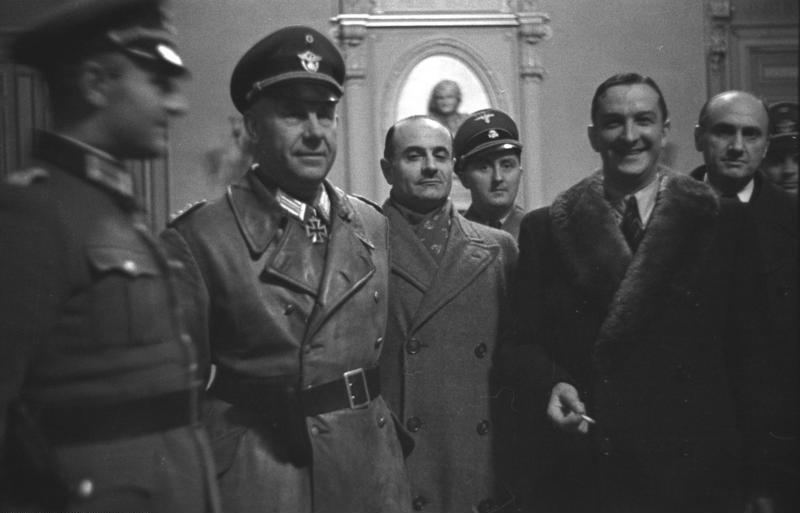
Mühler (hinten) im Rathaus von Marseille am 23. Januar 1943, vor ihm der Präfekt Antoine Lemoine, Polizeichef René Bousquet und Bürgermeister Pierre Barraud. Links SS-Sturmbannführer (oder besser Standartenführer) und Oberst der Polizei Bernhard Griese.

## Leben und Wirken
Nach dem Schulbesuch studierte Mühler ab 1929 neuere Sprachen (Romanistik und Anglistik) und Geographie in Hagen, Heidelberg und Leipzig und schloss sein Studium im Februar 1935 mit dem Examen für das höhere Lehramt ab. Danach arbeitete er zunächst als Gymnasiallehrer und trat im Sommer 1935 hauptamtlich in den Sicherheitsdienst (SD) der SS ein. Ab März 1936 war er im SD-Hauptamt tätig, wo er das Sachgebiet Emigration übernahm. Zum 1. Mai 1937 trat er der NSDAP bei (Mitgliedsnummer 4.583.198).
Nach der Gründung des Reichssicherheitshauptamtes (RSHA) übernahm er die Leitung der Referate II B 4 („Marxismus“) und II B 5 („Liberalismus“) in der Amtsgruppe II (SD-Inland) des RSHA, mit der Aufgabe der Bekämpfung der marxistischen bzw. liberalen Opposition im NS-Staat. Gleichzeitig wurde er Leiter des Referates VII B 4 („Andere Gegnergruppen“) in der Amtsgruppe VII (SD-Ausland). Nach der Kapitulation Frankreichs im Frühsommer 1940 war Mühler Mitglied des SD-Einsatzkommandos Paris, das nach der Besetzung der französischen Hauptstadt z. B. zur Verhaftung deutscher Exilanten und bedeutender französischer Persönlichkeiten entsandt wurde.
In der Gruppe „Auswertung“ des RSHA waren unter seiner Leitung die Forschungsreferate des RSHA zusammengefasst. Dort oblag ihm die Auswertung von Beutequellen für den sicherheitspolizeilichen Dienst, das Anfertigen von Einschätzungen und Vorlagen aller Art.
Am 1. April 1941 übernahm er die Leitung der Sicherheitspolizei-Außenstelle in Rouen. Er war im November 1942 für die Region Lyon verantwortlich. Von Januar 1943 bis Juni 1944 war Mühler als SS-Obersturmbannführer Führer des Kommandos der Sicherheitspolizei und des SD in Marseille, also während der Zerstörung der Altstadt und der Deportation vieler Bewohner in die Konzentrationslager. Am 29. Juni 1944 wurde er ins Amt VI zurückversetzt.
Von Januar bis Februar 1945 war Mühler letzter Befehlshaber der Dienststelle im Schloss Schlawa bzw. Schlesiersee, wohin das Amt VII des RSHA verlegt worden war. Das Hauptquartier des Amtes wurde der Gasthof Brand in Spechtsbrunn bei Rudolstadt in Thüringen.
Nach dem Krieg befand sich Mühler im amerikanischen Internierungslager Ludwigsburg. Die Amerikaner lieferten Mühler nach Frankreich aus, wo er in langjährige Untersuchungshaft kam. Mühler wurde vom Militärgericht in Lyon 1955 zu einer zwanzigjährigen Haftstrafe mit Zwangsarbeit verurteilt, jedoch wurde er 1956 aus der Haft „bedingt entlassen“. Anschließend setzte er sich für die noch in Frankreich inhaftierten SD-Angehörigen ein, indem er erfolgreich deren Anerkennung als Kriegsheimkehrer betrieb. Danach arbeitete er bis zu seinem Tod für einen Versicherungskonzern mit Helmut Knochen und Hans Henschke in Mülheim an der Ruhr.